# Абдулкадир Керогли
Абдулкадир Керогли (тур. Abdülkadir Köroğlu; 1983 чи 1984, Трабзон) — турецький боксер, призер чемпіонату Європи.

## Спортивна кар'єра
Абдулкадир Керогли залучався ло збірної Туреччини з 2003 року, але виступав переважно у другорядних турнірах.
2004 року став бронзовим призером чемпіонату Єврпопейського Союзу.
Намагався пройти відбір на Олімпійські ігри 2008, однак на європейській олімпійській кваліфікації виступив невдало.
На чемпіонаті Європи 2008 став бронзовим призером, здобувши перемоги над Константином Снігуром (Ізраїль) та Балажем Бачкаї (Угорщина) і програвши в півфіналі Магомеду Нурудінову (Білорусь).
На домашньому чемпіонаті Європи 2011 Керогли здобув дві перемоги, а у чвертьфіналі програв Адріані Вастін (Франція).
Не зумів пройти відбір на Олімпійські ігри 2012, але продовжував виступи на другорядних турнірах.